# Magusa sarpida
Magusa sarpida är en fjärilsart som beskrevs av Felder 1874. Magusa sarpida ingår i släktet Magusa och familjen nattflyn. Inga underarter finns listade i Catalogue of Life.